# La loi est aveugle
Pour plus de détails, voir Fiche technique et Distribution.
La loi est aveugle (Andhaa Kaanoon, अंधा कानून) est un film d'action en langue hindi de 1983
Réalisé par T. Rama Rao, avec Rajinikanth, Hema Malini, Reena Roy dans les rôles principaux et mettant en vedette un casting d'ensemble dans des rôles secondaires comprenant Prem Chopra, Danny Denzongpa, Pran, Madan Puri et Amrish Puri. Amitabh Bachchan fait une apparition spéciale prolongée avec Madhavi et Dharmendra est vu dans un caméo. Il s'agit d'un remake du film tamoul Sattam Oru Iruttarai (1981). Le film a été un succès critique et commercial et le 5ème film le plus rentable de 1983 . Il s'agit des débuts à Bollywood de la superstar tamoule Rajinikanth.

## Synopsis
Vijay Singh est déterminé à se venger de trois hommes qui ont traumatisé et tué certains membres de sa famille. La sœur de Vijay, Durga Devi Singh, a rejoint le département de police uniquement pour se venger de ces trois hommes par des moyens légaux. Vijay a décidé de les tuer un par un en faisant justice lui-même car il ne croit pas à la loi.
Un jour, Vijay rencontre un Jaan Nisar Khan en colère et aigri qui vient de sortir de prison. Khan travaillait comme officier forestier et vivait avec sa femme Zakhiya et sa fille Neelu. Un jour, alors qu'il était en service, il avait rencontré des braconniers qui coupaient illégalement des arbres à bois de santal. Lorsqu’ils ont été mis au défi, ils ont riposté. Une bagarre s'ensuivit et l'un d'eux, Ram Gupta, fut tué. Khan a été accusé de meurtre, jugé devant un tribunal et condamné à 20 ans de prison. Sa femme, choquée et dévastée, a été violée et s'est suicidée ainsi que sa fille.
Khan décide maintenant d'aider Vijay. De plus, Khan découvre que Gupta est toujours en vie. La manière dont les trois protagonistes, Khan, Durga et Vijay, parviennent à venger leurs ennemis constitue le reste de l'histoire.

## Distribution
- Hema Malini : L'inspecteur Durga Devi Singh
- Rajinikanth : Vijay Kumar Singh
- Reena Roy : Meena Shrivatsav
- Amitabh Bachchan : Jaan Nisar Khan (apparition spéciale prolongée)
- Madhavi : Zakhiya Khan (apparition spéciale prolongée)
- Prem Chopra : Amarnath
- Danny Denzongpa : Akbar Ali
- Pran : Anthony D'Cruz
- Madan Puri : geôlier Gupta
- Amrish Puri : Ram Gupta
- Chandrashekhar Dubey : Mamaji
- Om Shivpuri : commissaire de police K. B. Lal
- Sulochana Latkar : Mme Singh
- Gautami : fille aînée de Mme Singh (victime)
- Urmila Bhatt : Mme Shrivastav
- Asrani : gendarme Asrani
- Agha : Agent de police
- Harish Kumar : jeune Vijay Kumar Singh
- Dharmendra : chauffeur de camion (Cameo)

## Fiche technique
- Titre original en français : La loi est aveugle
- Titre original : Andhaa Kaanoon
- Titre original en Hindi : अंधा कानून
- Langues : Hindi
- Réalisateur : T. Rama Rao
- Pays : Inde
- Date de sortie :
  -  Inde : 8 avril 1983
  -  France : 15 mai 2003 au VHS
  -  Royaume-Uni : 9 avril 1983
- Catégorie technique : Action
- Durée : 161 min

## Bande sonore
Toutes les paroles sont écrites par Anand Bakshi et la musique par Laxmikant-Pyarelal.
| Chanson                           | Chanteur                         |
| --------------------------------- | -------------------------------- |
| "Andhaa Kaanoon"                  | Kishore Kumar                    |
| "Rote Rote" (Joyeux)              | Kishore Kumar                    |
| "Rote Rote" (Triste)              | Rajeshwari Sachdev               |
| "Meri Bahena"                     | Kishore Kumar et Asha Bhosle     |
| "Ek Taraf Hum Tum, Ek Taraf Sare" | SP Balasubrahmanyam, Asha Bhosle |
| "Mausam Ka Taqaaza Hai"           | SP Balasubrahmanyam, Asha Bhosle |
| "Kabhi Na Kabhi"                  | Asha Bhosle                      |